# ماجدالينا كوتشروفا
ماجدالينا كوتشروفا (بالألمانية: Magdalena Kučerová)‏ مواليد 6 أكتوبر 1976 في براغ، هي لاعبة كرة مضرب ألمانية سابقة. أعلى تصنيف لها في الفردي كان المركز الـ 226 في سنة 2000. أعلى تصنيف لها في الزوجي كان المركز الـ 157 في سنة 2002.

## روابط خارجية
- ماجدالينا كوتشروفا على موقع رابطة محترفات التنس (الإنجليزية)
- ماجدالينا كوتشروفا على موقع الاتحاد الدولي لكرة المضرب (الإنجليزية)
- ماجدالينا كوتشروفا على موقع خلاصة التنس.كوم (الإنجليزية)